# 山頂廣場

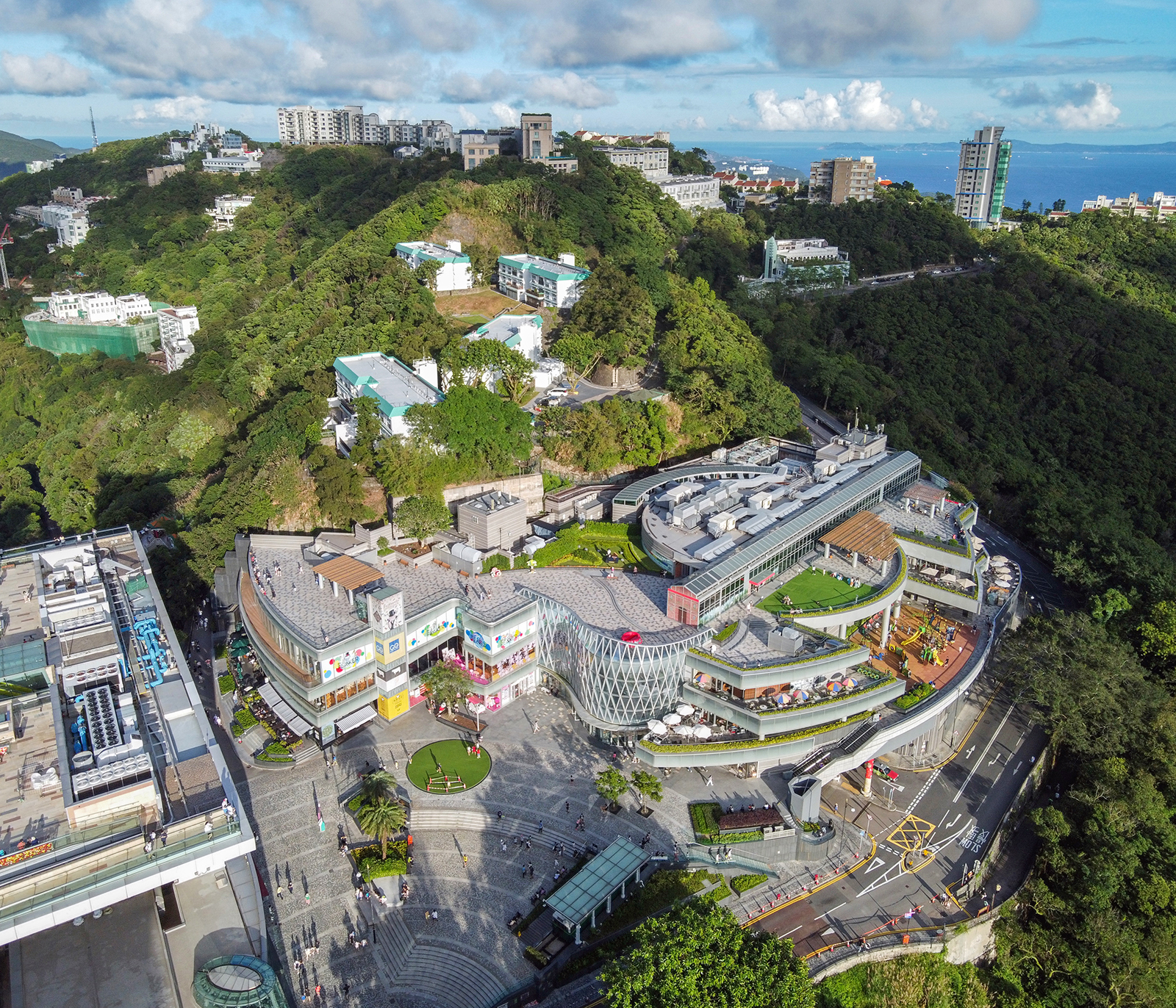
航拍山頂廣場

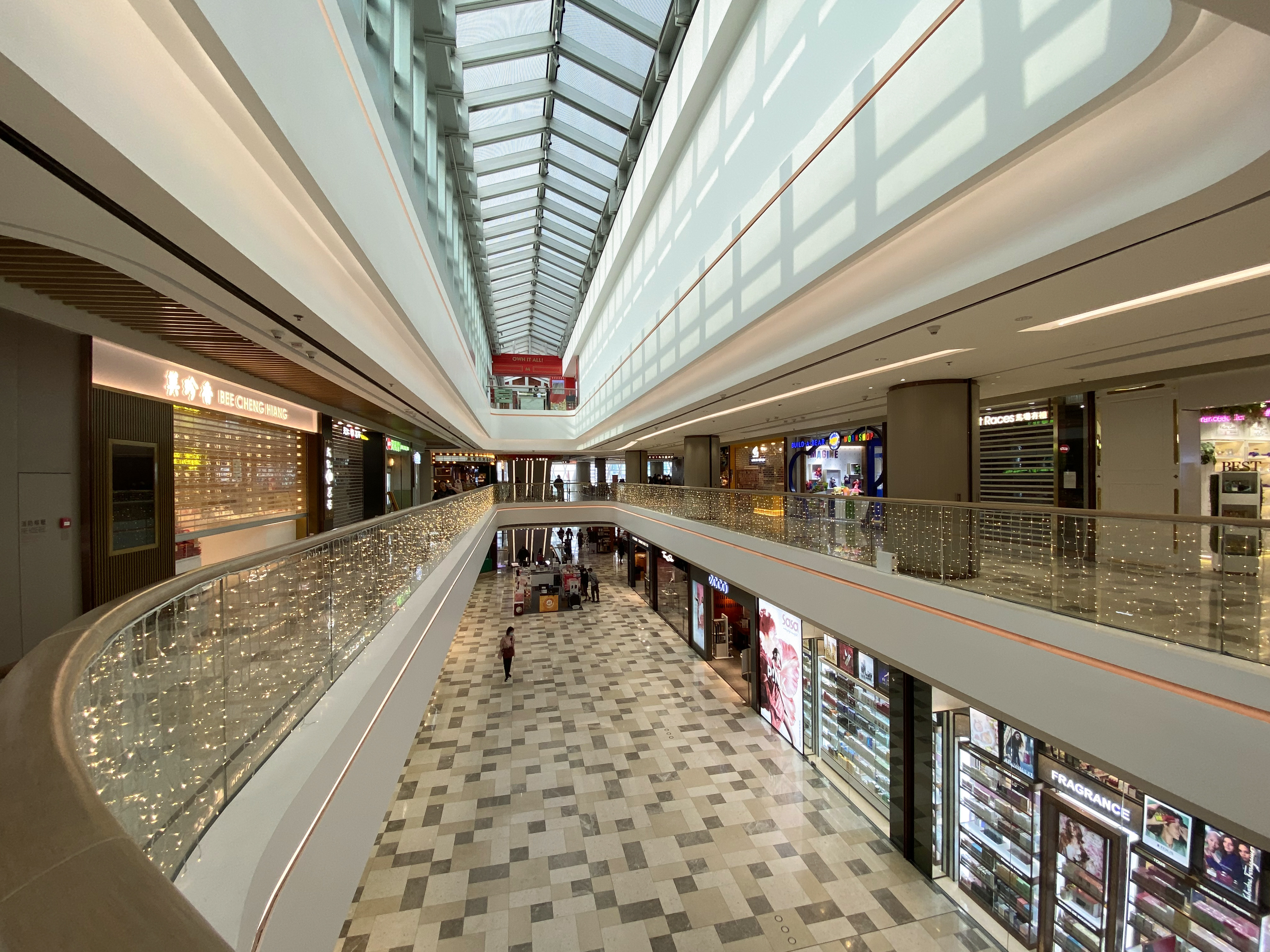
翻新後的山頂廣場內部

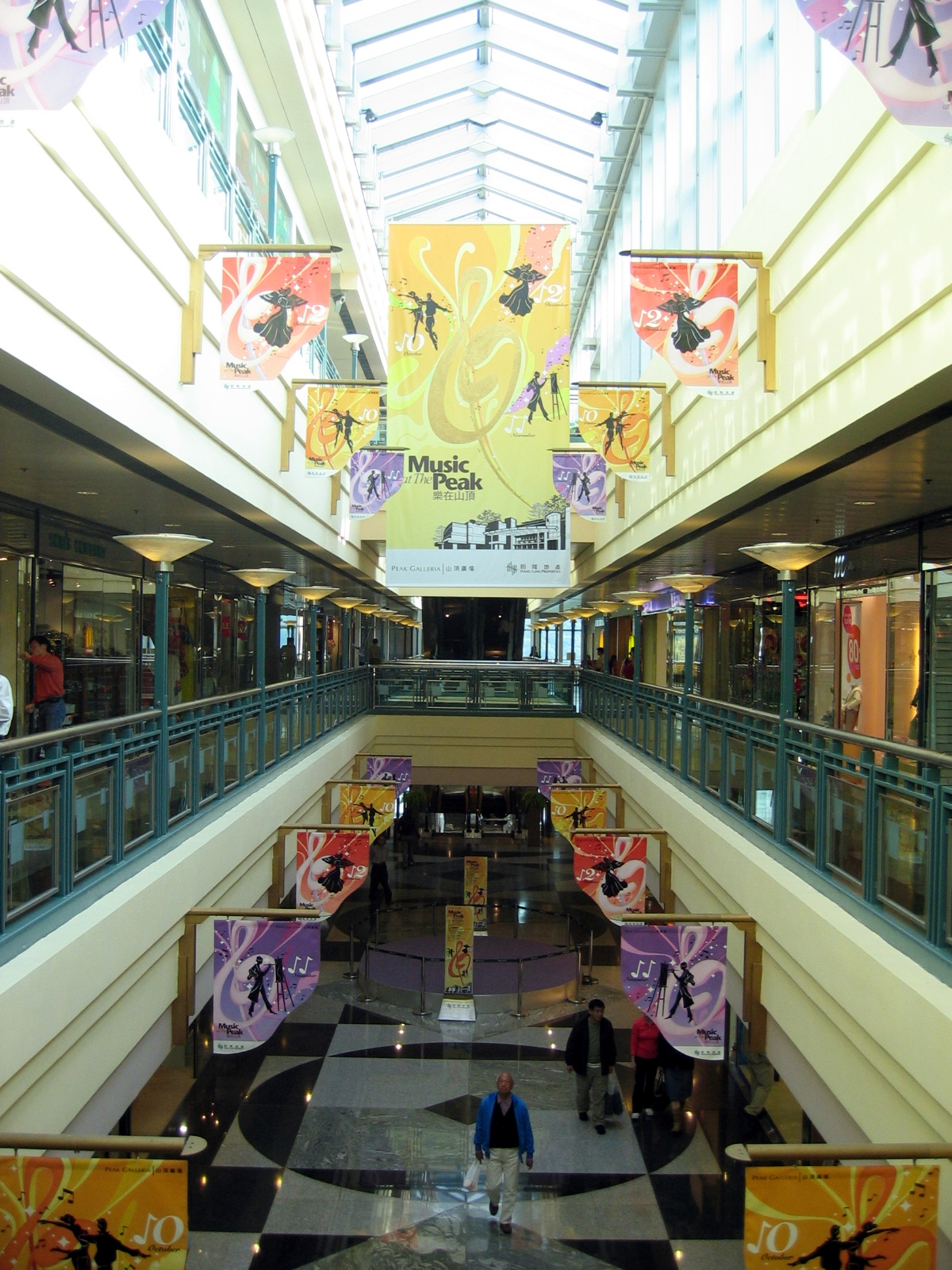
翻新前的山頂廣場內部

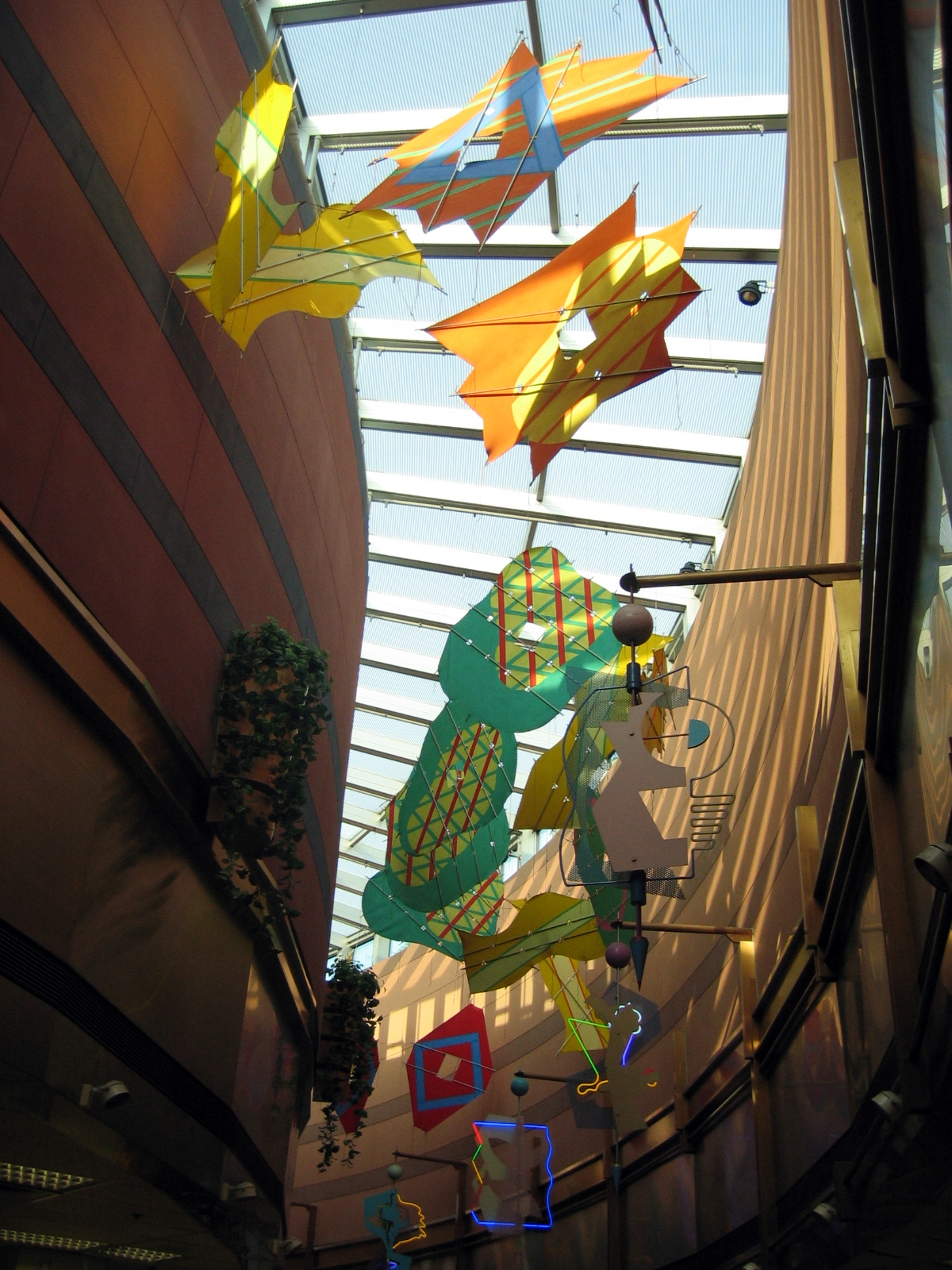
商場內的左右迴廊的天窗上，懸掛了許多大型全屬掛飾及色彩奪目的平面雕塑（已拆卸）

山頂廣場（英語：Peak Galleria）是香港一所商場，位於香港島太平山山頂道118號，佔地13萬平方呎，為山頂區內最大型的購物中心，發展商為恒隆地產。

## 歷史
山頂廣場建於1992年，1993年2月5日正式開幕。商場樓高3層，原址為1873年至1938年的山頂酒店，其後改為露天巴士總站。現時山頂廣場的地面層仍設有一個公共運輸交匯處，以及停車場設施。一樓則設有兒童遊樂場，廣場頂層設有一個佔地萬多呎的花園平台，於2008年曾進行翻新。平台內設有望遠鏡，遊人可以在此觀賞維多利亞港兩岸及薄扶林一帶的景色。
2015年8月，城規會通過批准在山頂廣場天台興建全港首條空中飛索，全長約120米，而設施需局限在商場範圍內完成飛索。每次飛索時速預計可到24公里（約1秒可滑至約6米），即20秒左右就飛完，預計一小時最多可讓120人次參與。不過發展商到2016年9月表示終止計劃。

## 商場設計
山頂廣場興建工程由Denton Corker Marshall（DCM）負責。為了加強商場特色，當年場內不同位置放置了多個藝術品。例如山頂廣場正門前露天廣場設有全港第一座跳躍噴泉，噴泉池的底部是平地面。商場內的中庭也設有「金沙漏斗」藝術品，水花由頂部傾瀉而下。此兩個藝術品由美國的 WET Design 設計。
商場入口中庭頂部也設有由 Cork Marcheschi 設計的遊走霓虹燈裝飾。此外，商場內的左右迴廊的天窗上，懸掛了許多大型全屬掛飾及色彩奪目的平面雕塑。全屬掛飾更會隨着空氣流動而產生各種不同形態。
然而，商場內所有藝術品已在2008年拆卸。

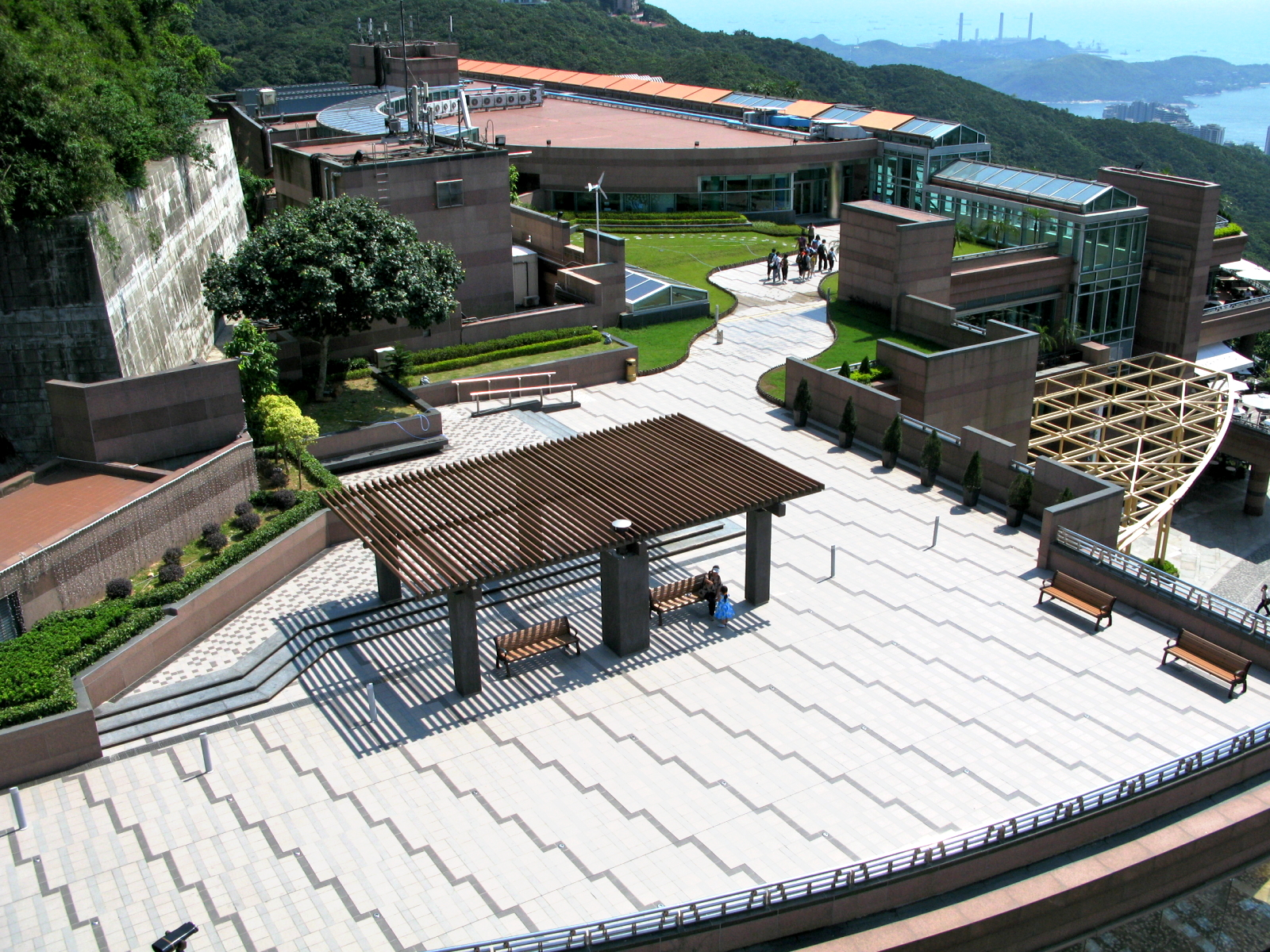
山頂廣場頂層花園平台（已改建）
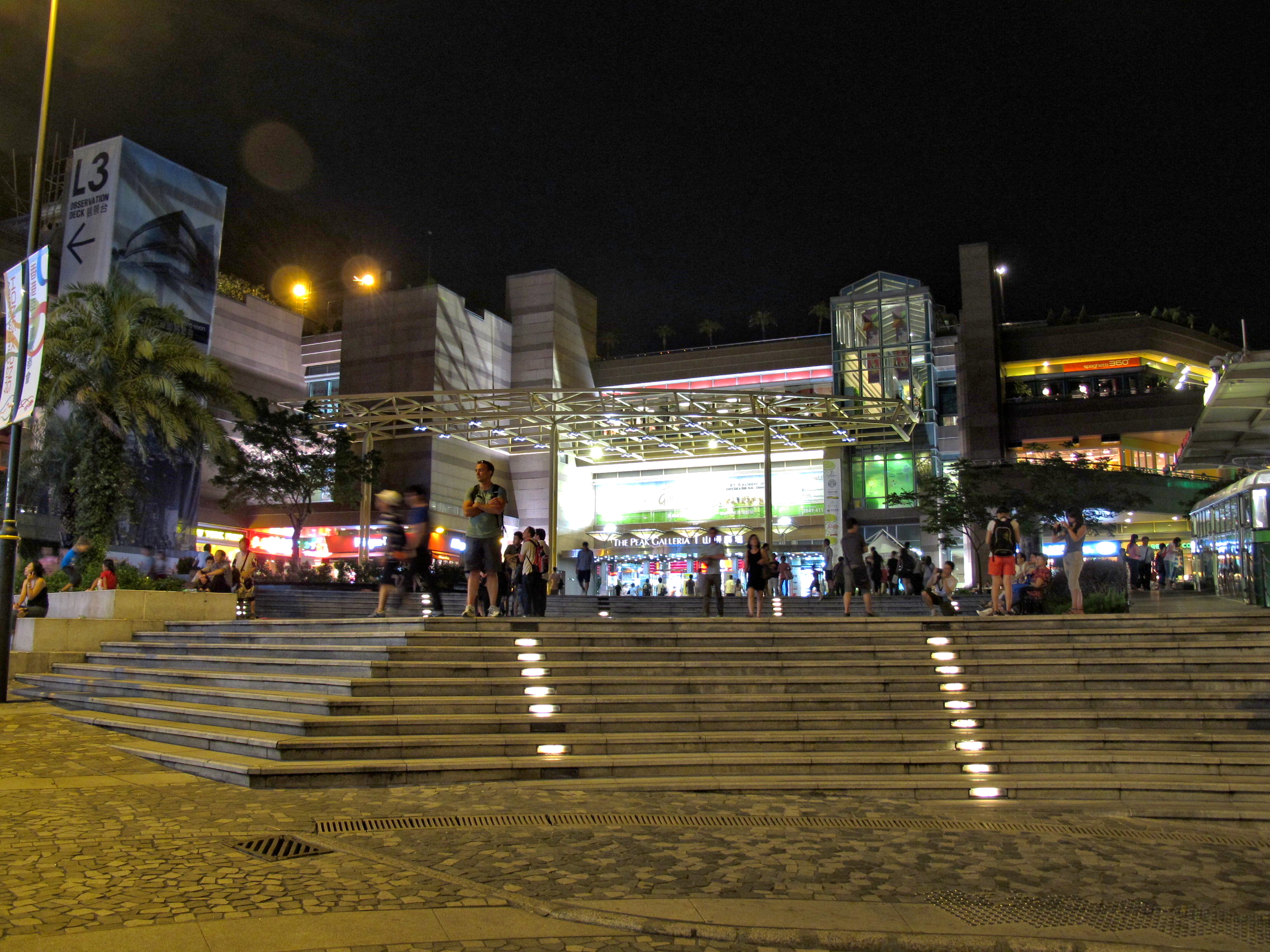
山頂廣場正門夜景
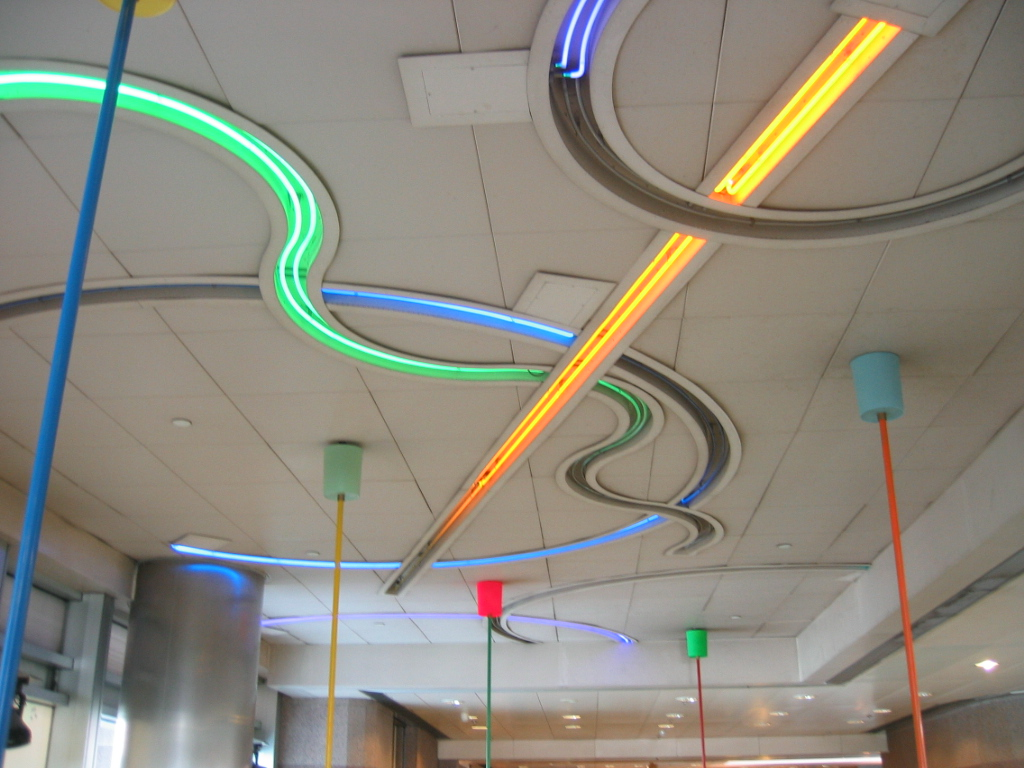
Cork Marcheschi 設計的遊走霓虹燈裝飾（已拆卸）

## 商場店舖

### 翻新後
2019年翻新後，引入了60個全新商戶，包括香港連鎖自助式家庭娛樂中心NGS Fun Station，新加坡糖果專賣店Candylicious，珠寶店apm monaco，多間鐘錶店，美國Build-A-Bear Workshop金泰迪工作室和台灣文創品牌Wooderful Life在香港首家分店。餐廳包括名廚Gordon Ramsay旗下英式餐廳Bread Street Kitchen & Bar，日本星級食肆37 Steakhouse and Bar，甜品餐廳Mina House，奈雪の茶，百味堂，金牌老香港茶餐廳和鼎爺（李家鼎）開設的鼎尚棋哥燒鵝湯館等。而原有的星巴克咖啡，麥奀雲吞麵世家和麥當勞餐廳繼續營業。
2020年12月18日，「驚安之殿堂」唐吉訶德之小型分店情熱笑店Jonetz Market於場內1樓112-113號舖開幕，其現烤小紅薯頗受歡迎。新店以日本屋台文化為主題，集合多款日本特色小吃及甜品。該店於2022年1月改建為鮮選壽司，並於4月29日開幕，最終於2024年5月1日結業。

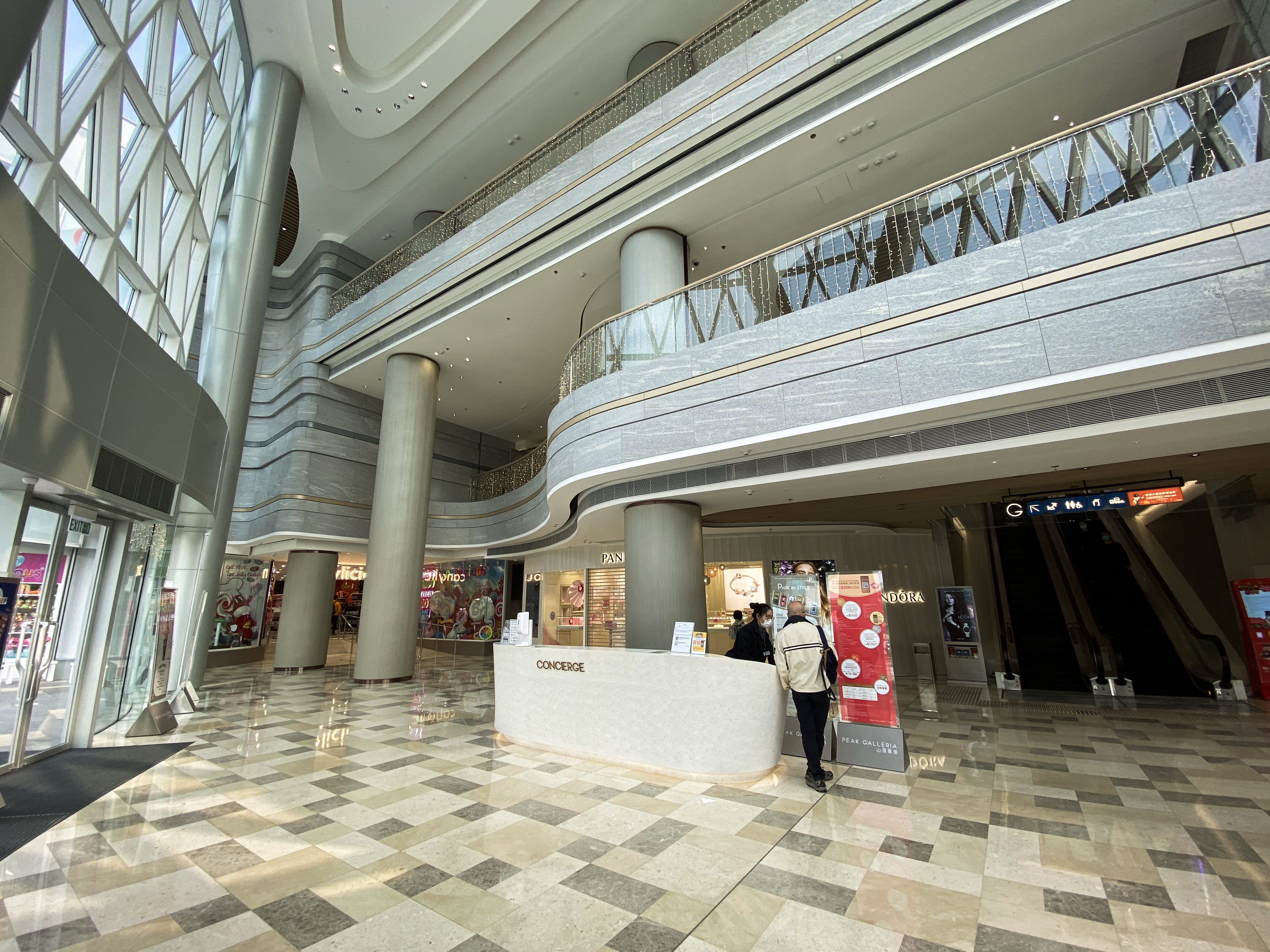
地下商店（2020年）
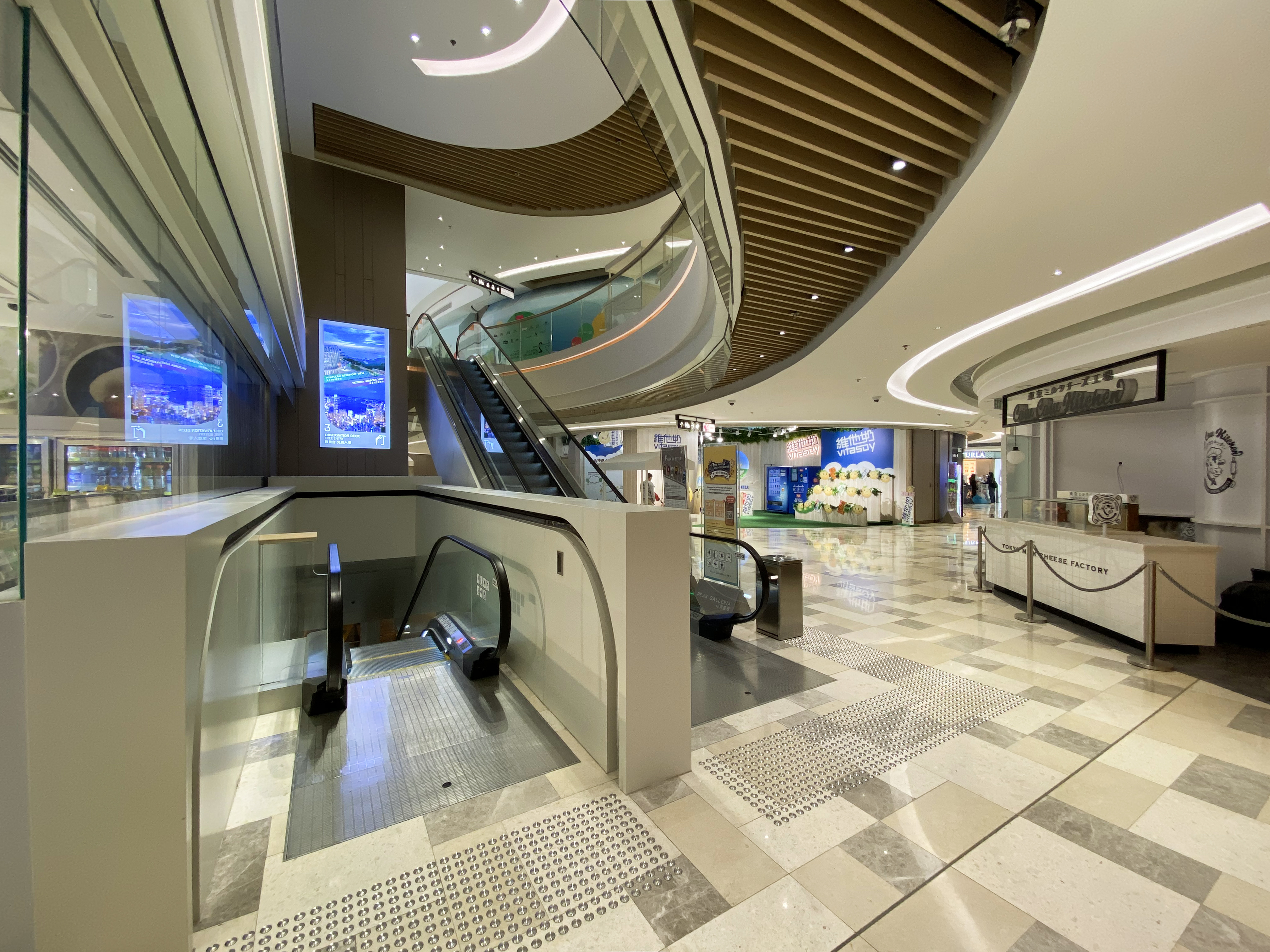
1樓只有少量商店營業（2020年）
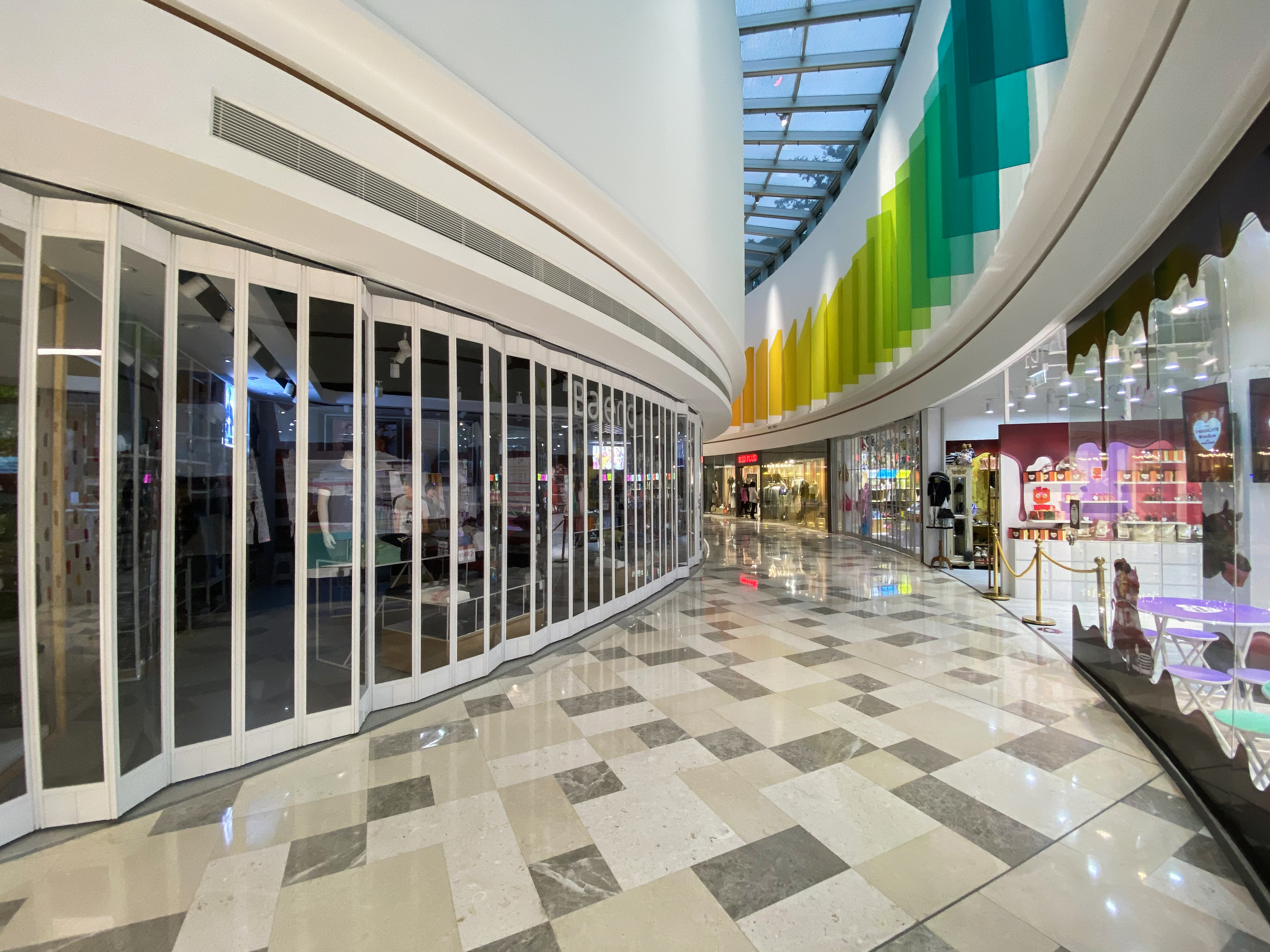
2樓商店（2020年）
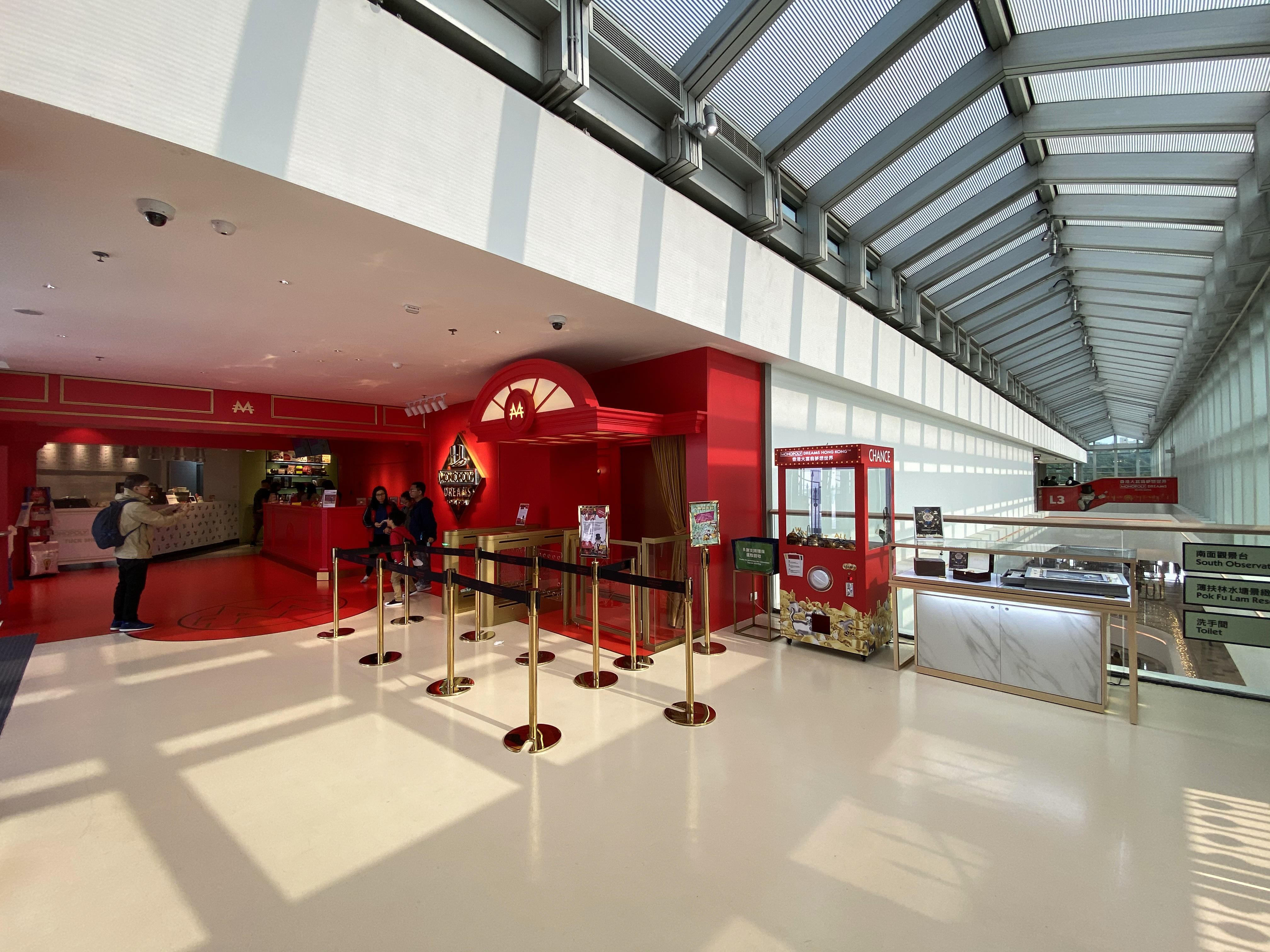
3樓設全球首個「大富翁夢想世界」主題館

### 翻新前
場內店舖包括多間精品店，包括山頂朱古力博物館、香港電車文化館、家居用品店、7-11便利店、多間時裝店及百佳超級市場。在食肆方面，包括麥當勞餐廳、Haagen Dazs、Delifrance、星巴克咖啡、Marion Crepes、麥奀雲吞麵世家、翠華餐廳（已結業）及商場最大食肆峰景餐廳（Cafe Deco）。商場頂層曾設有娛樂中心及大型酒吧。其後在2002年酒吧結業後變更為幼稚園。全球最恐怖鬼屋 Fright Dome，2014年9月26日至11月2日首度登陸亞洲，選址商場頂層平台，佔地15000平方米，設兩個主題區「殺人小丑」及「德州電鋸殺人狂」。

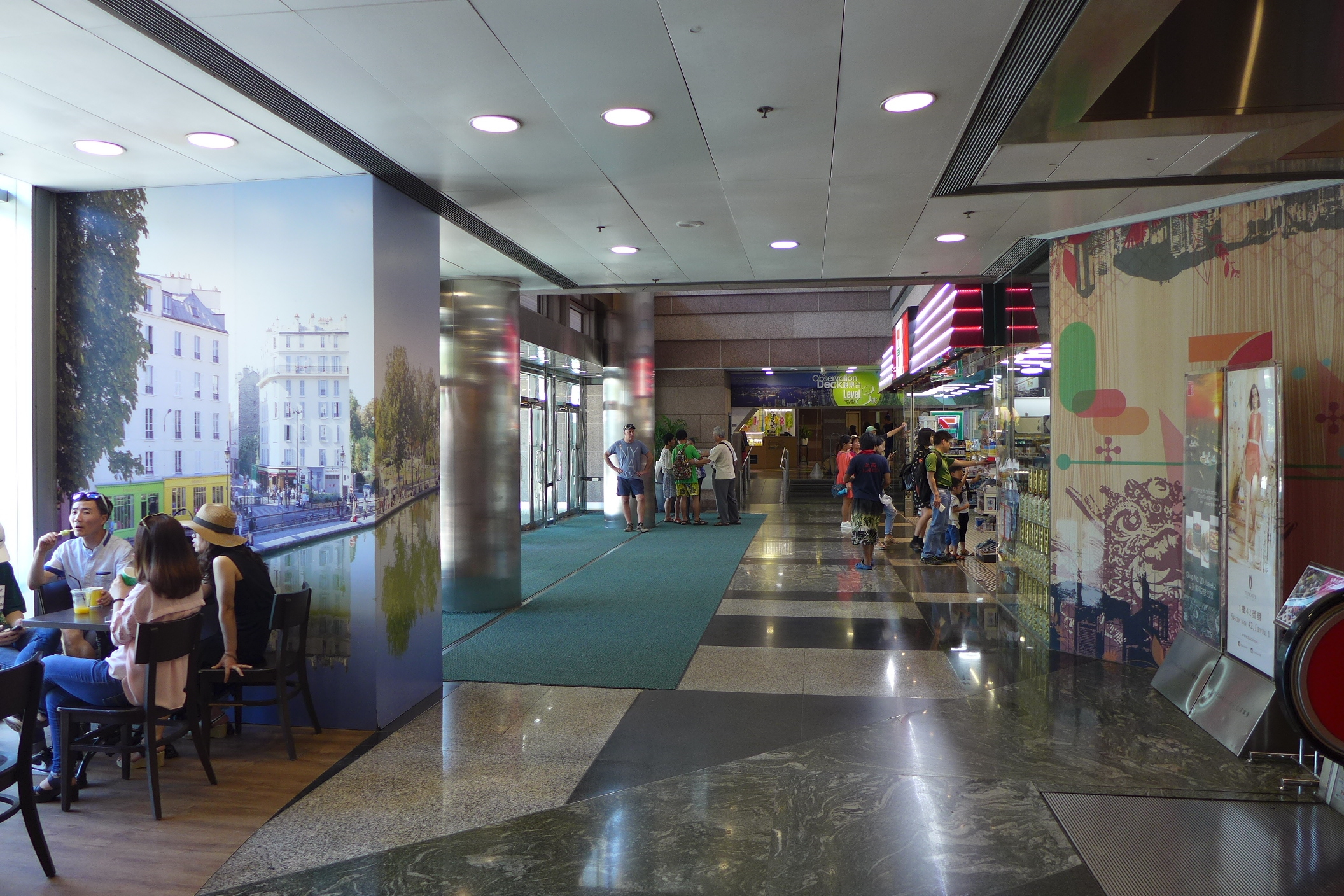
地下商店（2016年）
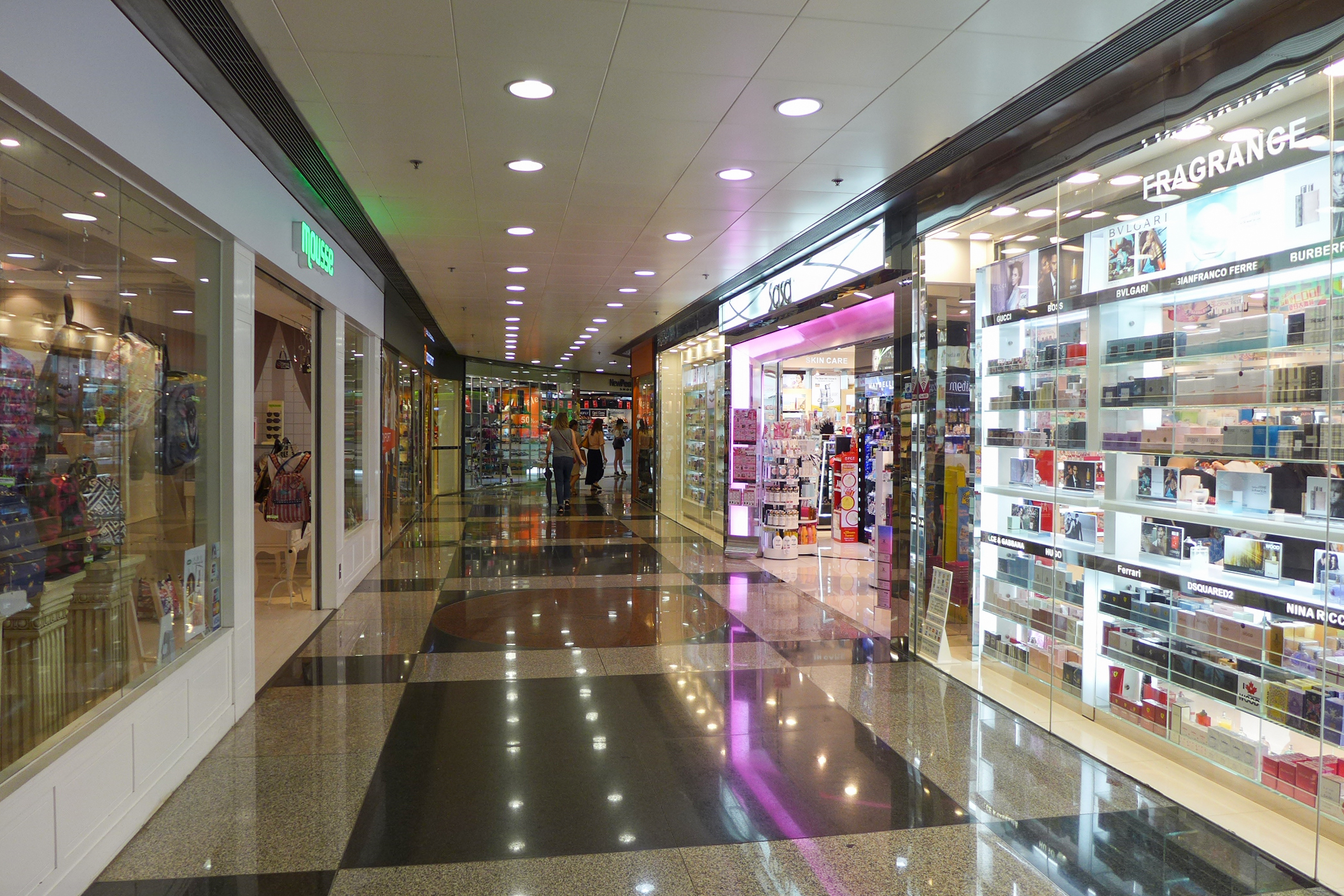
1樓商店（2016年）
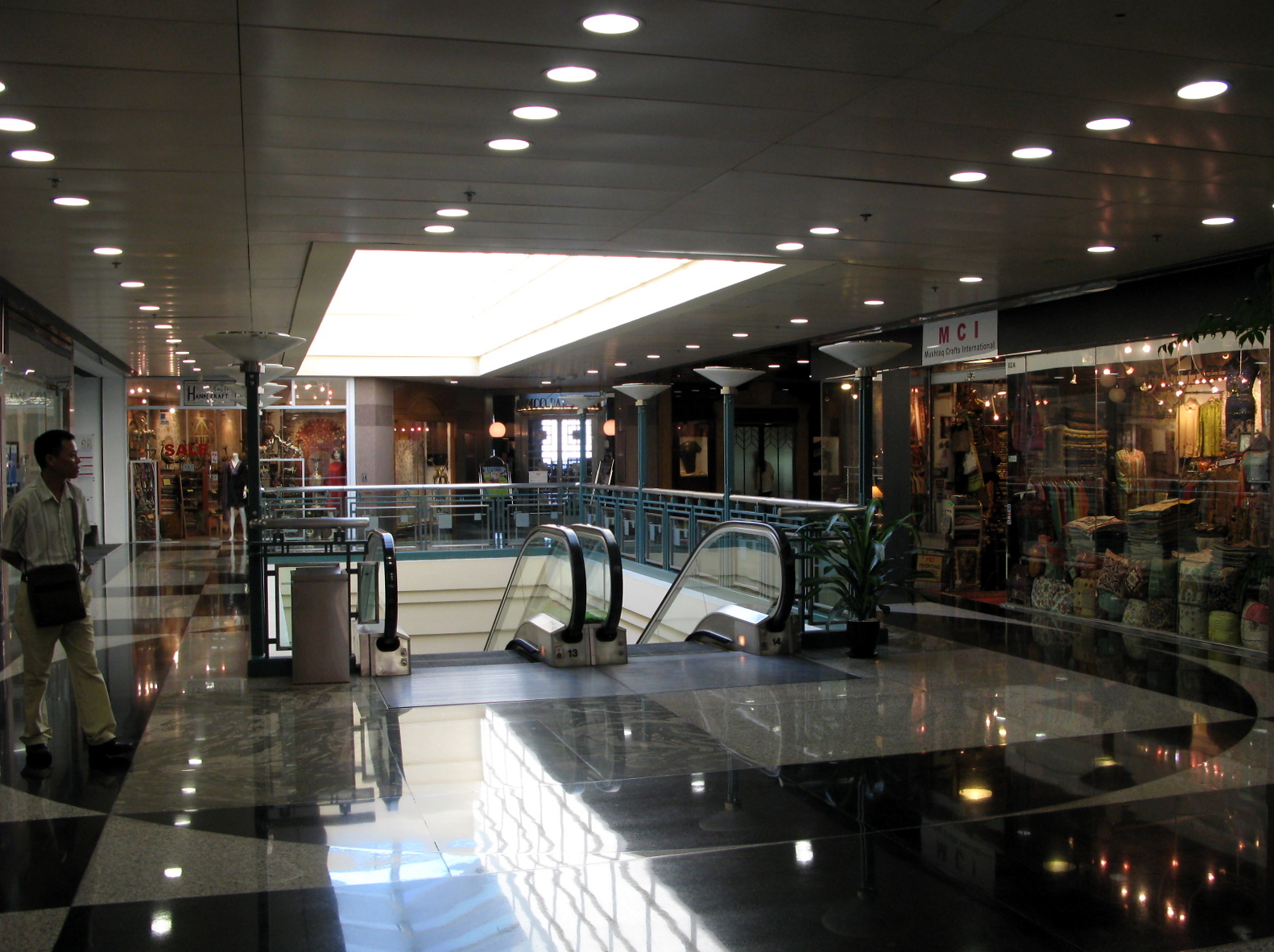
2樓商店（2009年）
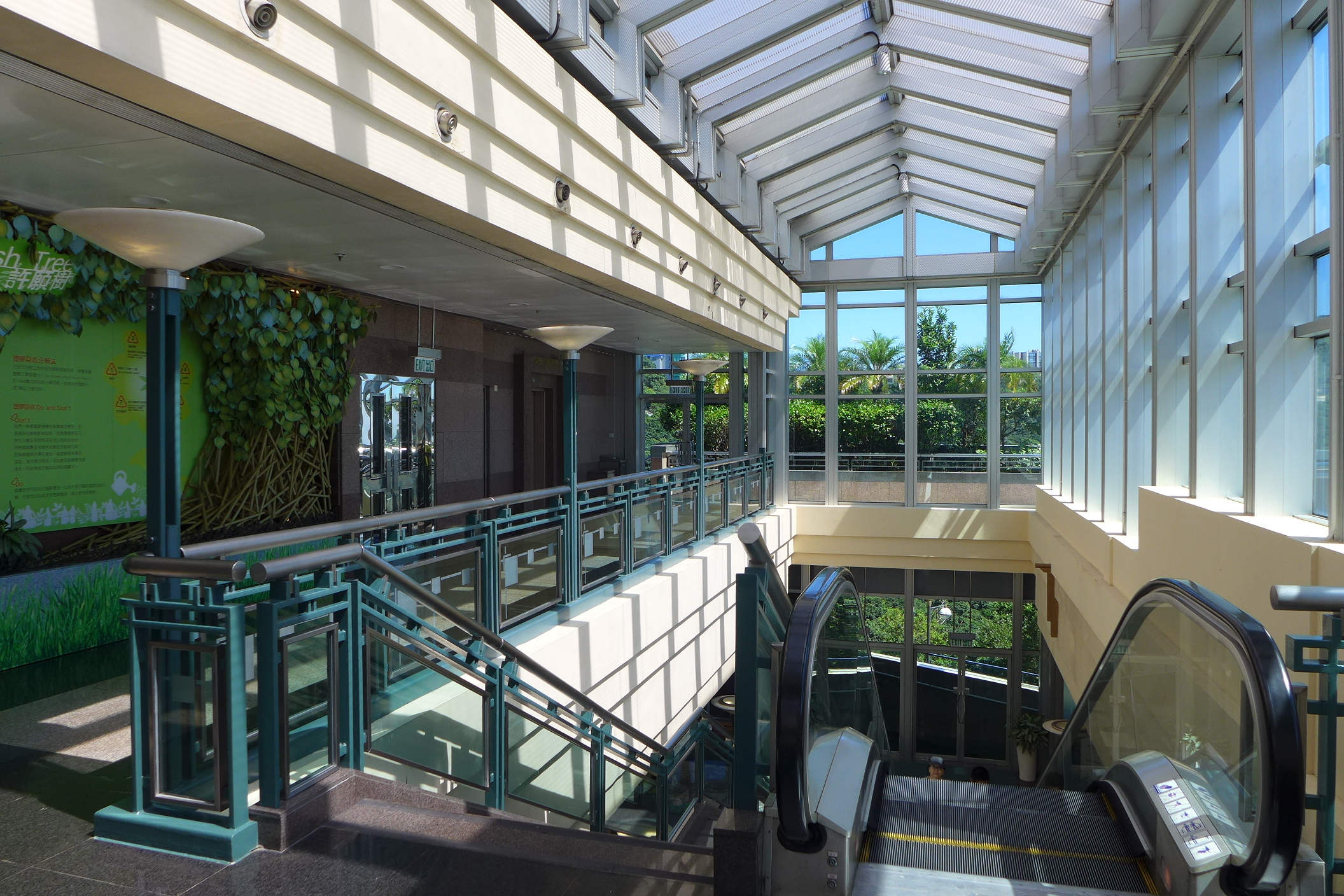
3樓（2016年）

## 翻新工程
2015年，恒隆地產計劃2016年為商場進行翻新工程，由國際建築設計事務所凱達環球（Aedas）負責，已於2019年夏天完成。翻新後3樓將設全球首個「大富翁夢想世界」主題館，佔地約二萬呎，於2019年6月至7月試業。而主入口採用了弧形玻璃幕牆設計，並且是香港首個建築項目採用電腦數值控制車床（CNC）技術構造三維立面的鋼結構部件。露天廣場的噴泉已拆卸，改為人造草坪。

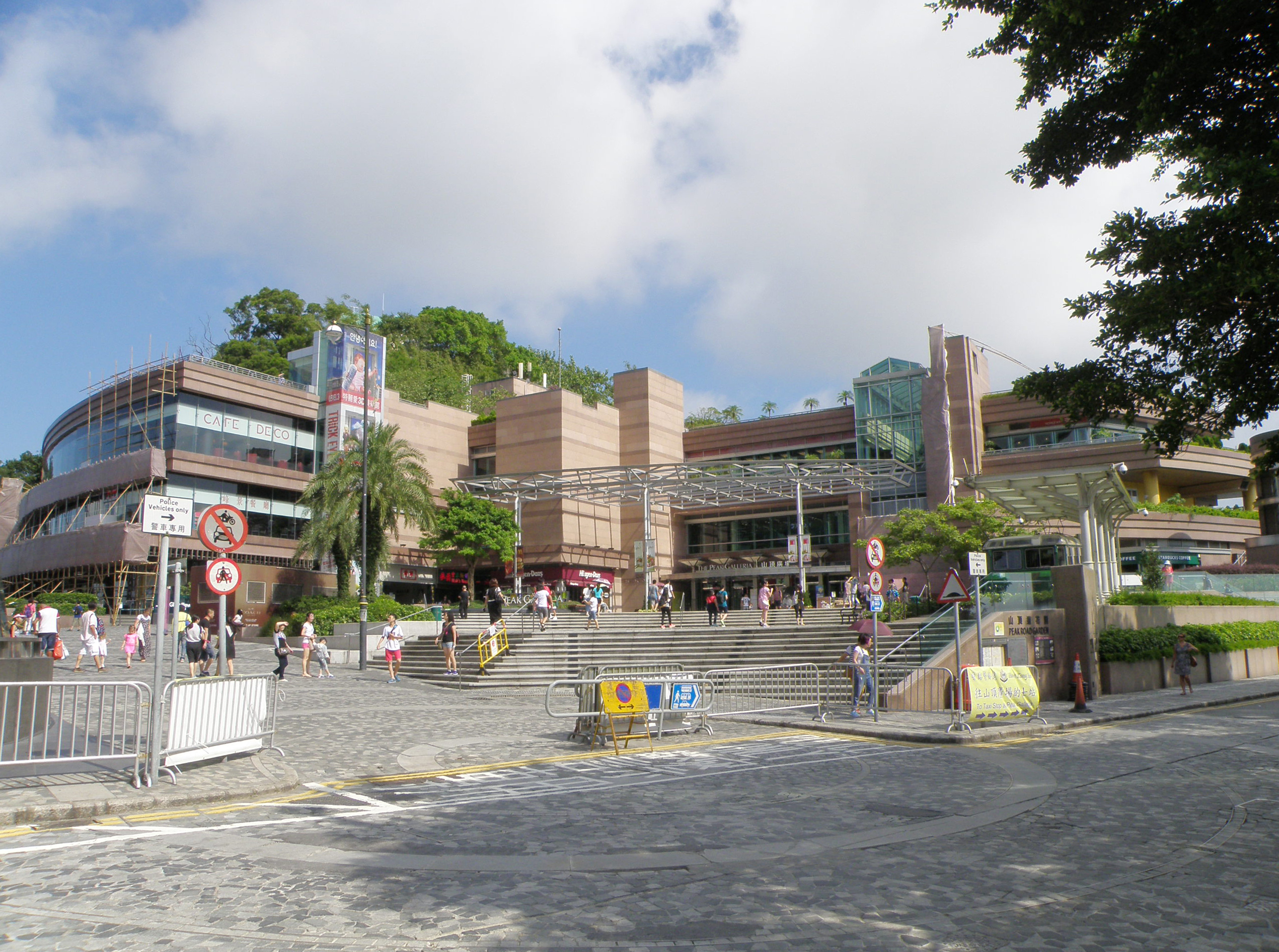
翻新前的山頂廣場全貌（2015年）
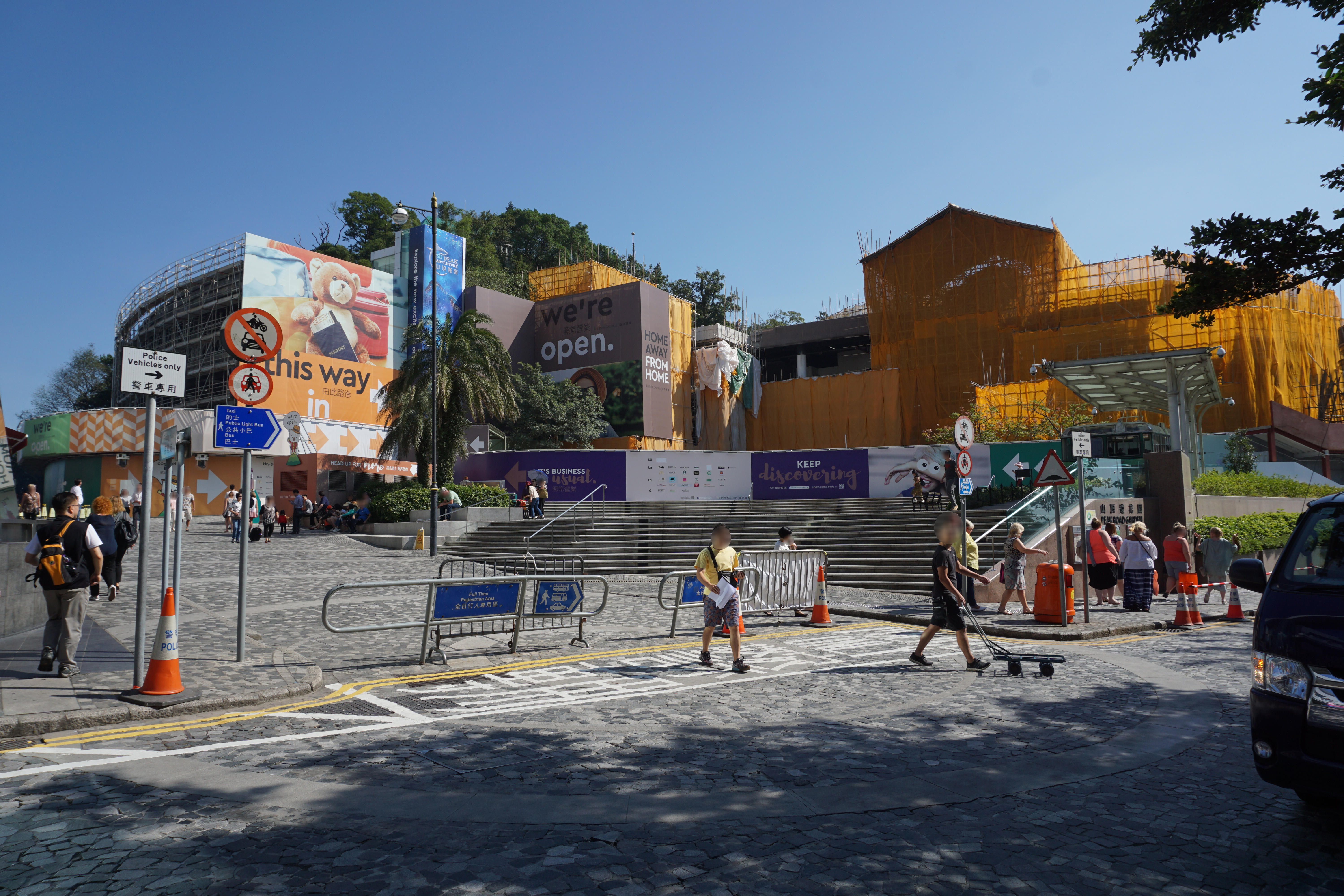
翻新中的山頂廣場全貌（2017年11月）
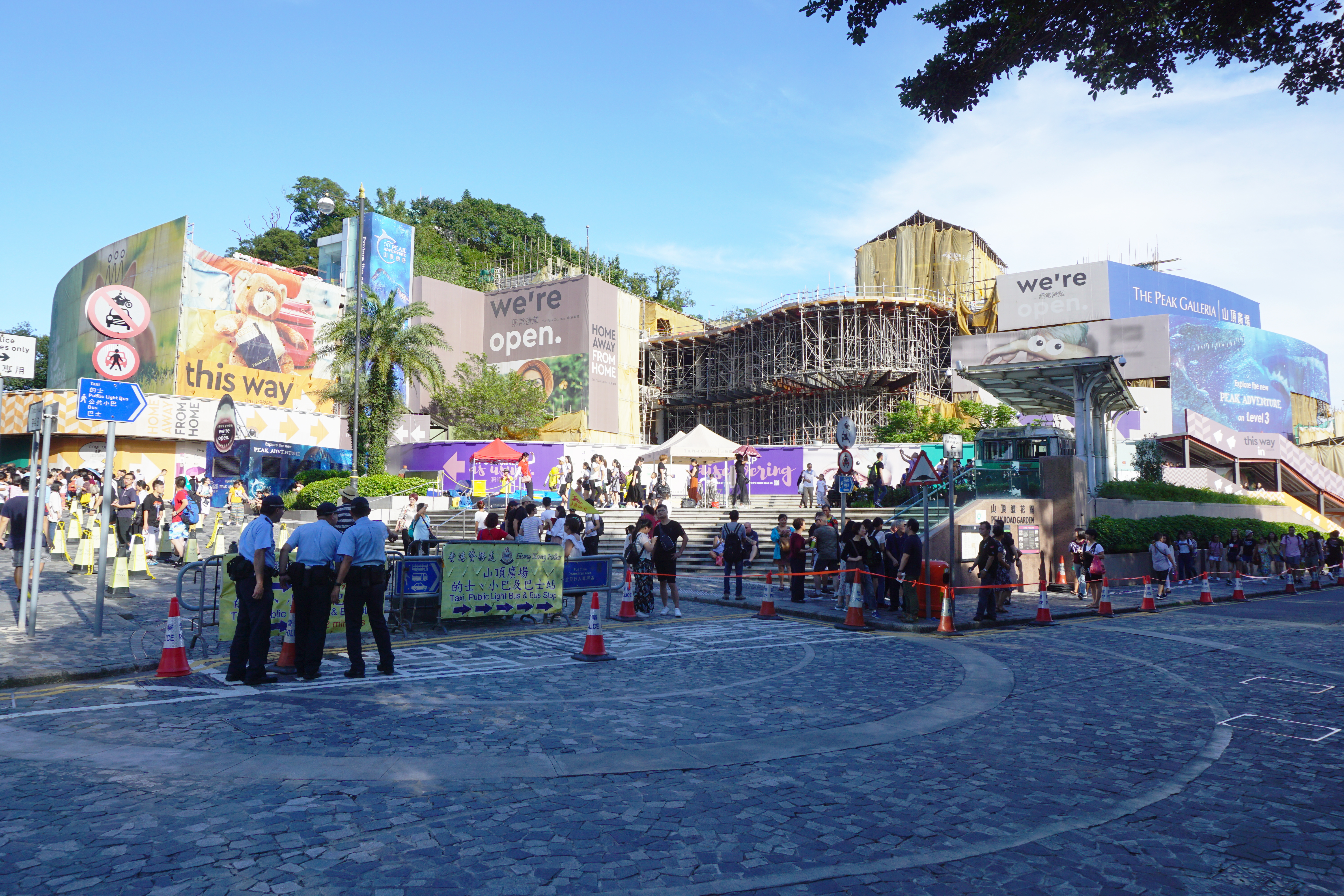
商場北面改建玻璃幕牆主入口（2018年7月），到2018年第4季完工
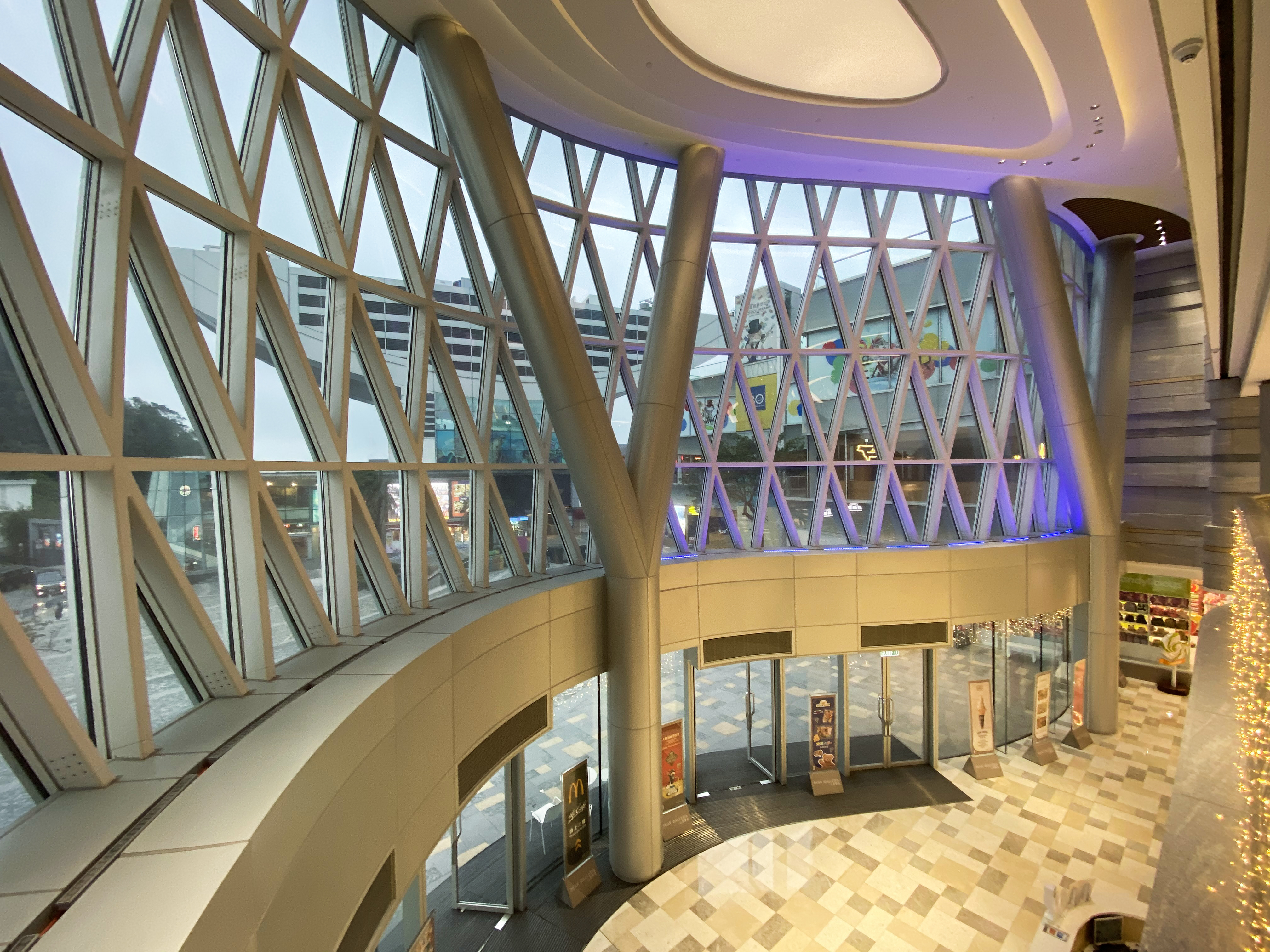
主入口採用了弧形玻璃幕牆設計
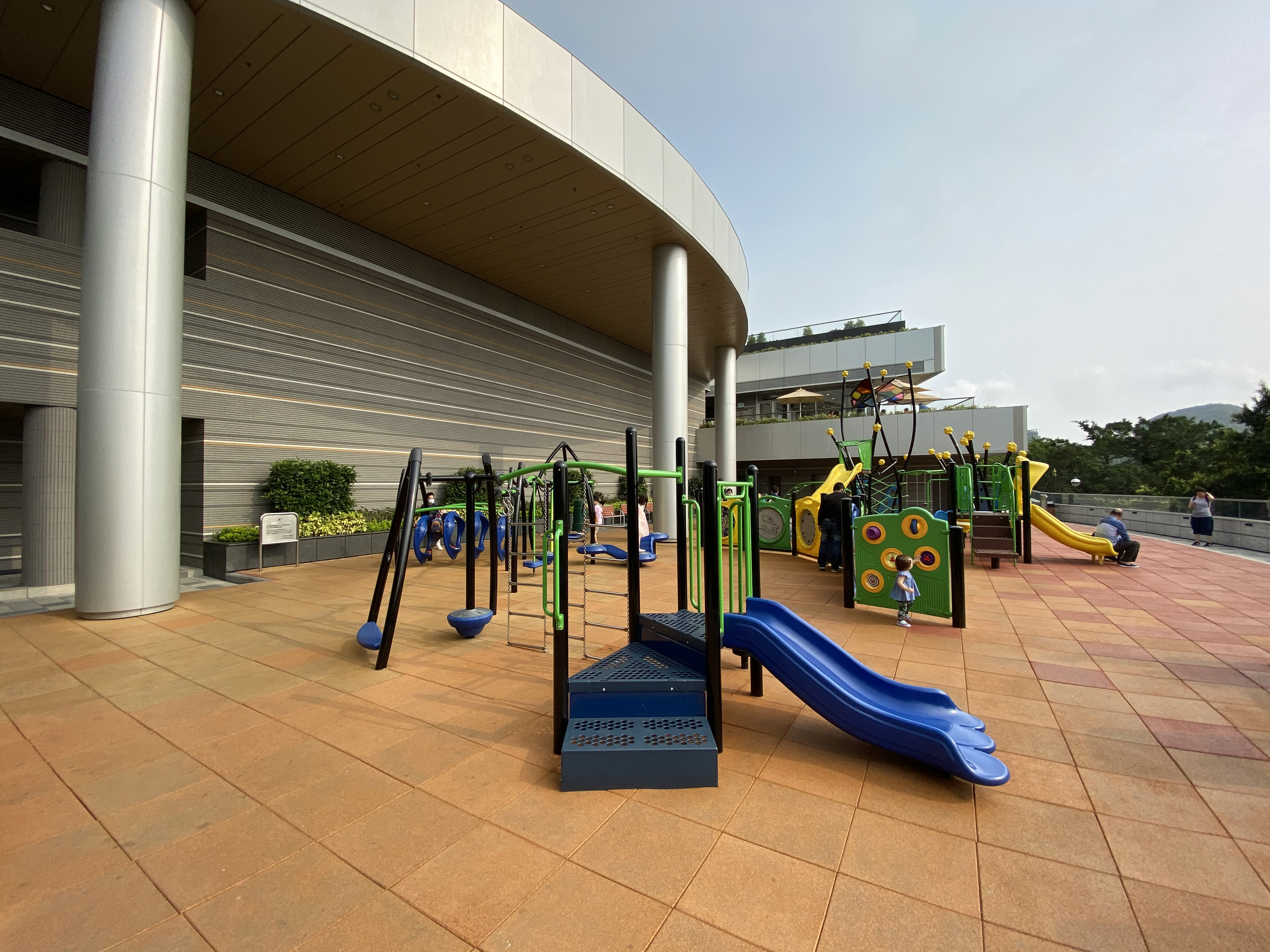
1樓翻新後的兒童遊樂場
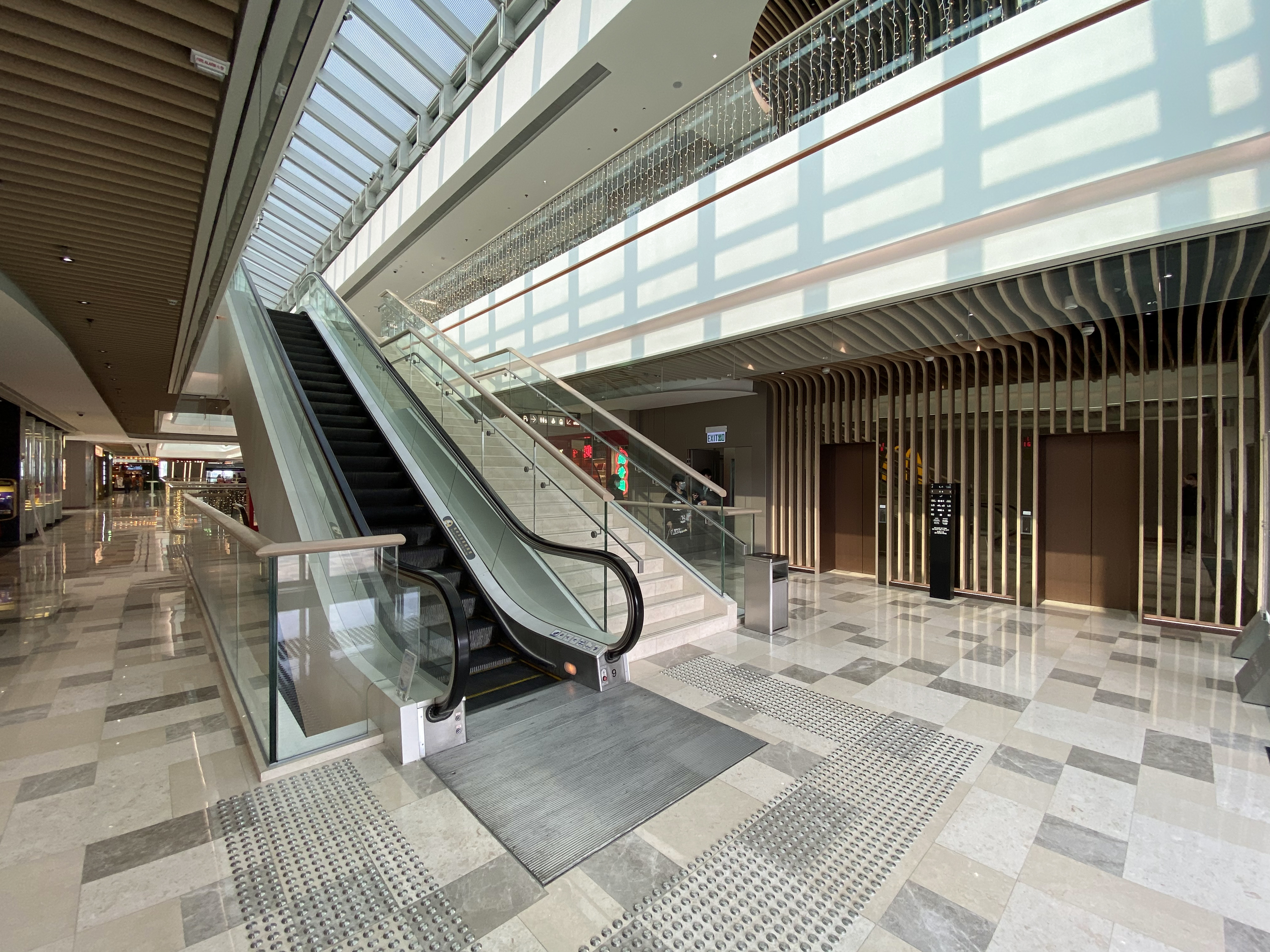
2樓翻新後的面貌

## 附近景點
山頂廣場鄰近凌霄閣及太平山餐廳。

## 資料來源
1. ↑  . HK.ULlifestyle.com.hk.   [2014-12-18]. （原始内容存档于2014-12-18） （中文（香港））.
2. ↑  . 有線新聞 （中文（香港））.[]
3. ↑  . HK 港生活.   [2015-08-14]. （原始内容存档于2016-03-05） （中文（香港））.
4. ↑  . on.cc東網.   [2016-10-05]. （原始内容存档于2016-09-30） （中文（香港））.
5. ↑  . 香港經濟日報. 2019-01-07  [2019-01-08].
6. ↑  . 東方日報 (香港). 2016年10月27日  [2017年11月5日]. （原始内容存档于2017年11月7日）.（繁體中文）
7. ↑  恒隆地產. . 2019-07  [2020-03-17].[]

## 外部連結
维基共享资源上的相關多媒體資源：山頂廣場